# Víceměřice
Víceměřice jsou obec v okrese Prostějov v Olomouckém kraji. Žije zde 573 obyvatel.

## Historie
První písemná zmínka o obci pochází z roku 1317. Doba, ve které Víceměřice vznikly, spadá do začátku vyvrcholení feudální společnosti. O feudální venkov se dělili panovník, světští a na Moravě největším dílem církevní feudálové. Poddaný lid byl jejich majetkem, byl prodáván a kupován jako zboží společně i s panstvím k němuž patřil. Bez svolení vrchnosti se nemohl ani vystěhovat, ani přistěhovat a byl povinen pro ni pracovat.
Ve 13. století byly Víceměřice rozděleny mezi několik majitelů. Roku 1348 darovala paní Herka z Vicoměřic jakési Zbyňce 1 1/2 lánu a Čeňkovi 2 lány ve Vicoměřicích. Kolem roku 1368 měl ve Vicoměřicích Zdeněk z Kokor nějaký majetek. Roku 1371 odstoupil Jan z Vicoměřic svůj majetek ve Vicoměřicích Bohuslavovi z Kokor. Čeněk z Pulic prodal Zbyňkovi z Dřínova 3 lány tamtéž.
Roku 1373 přenechala Těšna z Vicoměřic svůj dvůr ve Vicoměřicích a 3 kopy ročního platu bratřím Janu a Mikulášovi z Vicoměřic. Roku 1385 bratři Jan a Čeněk z Vicoměřic přenechali Zbyňkovi z Dubčan od Ludeře z Ivaně 3 kopy ročního platu ve Vicoměřicích. Roku 1407 připomíná se Štěpán, příjmím z Vicoměřic. Téhož roku Všebor z Dubčan prodal Václavovi ze Zvole 6 1/2 lánu a 1 podsedek ve Vicoměřicích.
Čeněk z Vicoměřic vlastnil ve Vicoměřicích svobodný dvůr. Zdenka, vdova po Štěpánovi, prodala Sprinclovi z Vicoměřic svůj dvůr ve Vicoměřicích se zahradou. Čeňkovi z Vicoměřic, který vyplatil ze zástavy od Václava ze Zvole 6 1/2 lánu a 2 podsedky ve Vicoměřicích. Po smrti tohoto Čeňka a Zdenky staly se Vicoměřice majetkem krále Ladislava. Roku 1456 daroval král Ladislav dědičně Vicoměřice se dvorem, oborou a pustou tvrzí bratřím Janovi a Benediktovi z Bělkova. Rodu z Bělkova zůstaly Vicoměřice až do roku 1530, kdy Mikuláš Pražma z Bělkova vložil Mikulášovi z Brníčka do desek zemských vesnice Vicoměřice, Políčka a část Doloplaz, což po něm zdědily jeho dcery Kateřina, Johana a Eliška. Roku 1558 odstoupily tyto dědičky svůj majetek Matyášovi Ořechovskému z Honbic. Tento vložil jej roku 1590 do desk zemských a prodal Kryštofovi Půhončímu z Půhonu, svobodnému pánu z Rabs a tento jej vložil do desk zemských spolu se statkem mořickým Frydrichovi staršímu ze Žerotína v ceně 44 000 zlatých moravských. Od Frydricha staršího ze Žerotína koupil statek Jan Dyonisus ze Žerotína, tento jej však vložil do desk zemských roku 1604 Václavovi Žálkovskému ze Žálovic.
Rod Žálkovských držel Vicoměřice během 17. století. Okolo roku 1680 byl majitelem Jiří Protivec ze Žálkovic a od roku 1699 vlastnil Vicoměřice jeho bratranec František Matyáš ze Žálkovic, který jej odporučil poslední vůlí ze dne 17. listopadu 1704 svým synům Jiřímu Bedřichovi, přísedícímu zemského práva, a Janu Milotovi, zemskému podkomořímu, rytířům Žálkovským. Tito prodali 1. července 1732 Marii Alžbětě, vévodkyni ze Schleswig-Holštýna, Víceměřice s nově postaveným zámkem, dvorem, pivovarem, sušírnou, sladovnou, mlýnem, ovčírnou, novou hospodou, chmelnicí, palírnou a koželužnou, ves Políčka a části městečka Dědic, tak jak je jejich děd již roku 1683 ze zástavy od kláštera Všech svatých v Olomouci vykoupil, za 29 400 zlatých rýnských. Od té doby byly Vicoměřice spojeny s kojetínským panstvím.
Proti tomuto prodeji podala odpor Eliška Berková z Žerotína u soudu, ale její protest byl zamítnut. Žálkovští, původně evangelíci, po bělohorské bitvě přestoupili na katolickou víru. Jeden z nich - Jiří Protivec Žálkovský ze Žálkovic - vydal roku 1689 knihu o umučení Jana Sarkandra (Tortura seu elongium Joannis Sarkandri). Za nich byla také postavena socha sv. Jana u zámecké zdi. Rod Žálkovských vládl nad Víceměřicemi až do roku 1732. Poslední vůlí z 22. dubna 1744 zdědila Vicoměřice nejstarší dcera Marie Alžběty, Marie Terezie, kněžna z Oettingen-Spielberku, a tato poslední vůlí z 13. července 1745 odkazuje svůj majetek nezletilým dcerkám Leopoldině a Eleonoře. Majitelkou Viceměřic a celého statku se stala Leopoldina, provdaná kněžna z Kounic-Rittberku. 14. srpna 1794 odkázala svůj majetek své dceři Eleonoře, která se brzy provdala za 22letého knížete Klementa Metternicha. V roce 1825 dědí statek kojetínský i s Víceměřicemi jeho syn Viktor kníže Metternich. Roku 1829 po jeho smrti se stává majitelkou jeho sestra Leontina, hraběnka Sandorová, provdaná za uherského hraběte Sandora. Dcera hraběnky Sandorové Pauline Metternichová se provdala za nevlastního strýce Richarda, syna Metternicha a 1861 Víceměřické panství zdědila. Po smrti vévodkyně Pauly se v roce 1921 stává majitelkou panství Žofie, kněžna z Oettingen-Spielbergu, pravnučka kancléře Metternicha.
V říjnu 1921 bylo víceměřické panství na návrh pozemkového úřadu zabaveno a 12. července 1924 se stává majetkem řepčínských sester dominikánek, které v zámku zřídily ústav pro slabomyslné.

## Obyvatelstvo

### Struktura
Vývoj počtu obyvatel za celou obec i za jeho jednotlivé části uvádí tabulka níže, ve které se zobrazuje i příslušnost jednotlivých částí k obci či následné odtržení.
| Místní části   | Místní části    | 1869 | 1880 | 1890 | 1900 | 1910 | 1921 | 1930 | 1950 | 1961 | 1970 | 1980 | 1991 | 2001 | 2011 | 2021 |
| -------------- | --------------- | ---- | ---- | ---- | ---- | ---- | ---- | ---- | ---- | ---- | ---- | ---- | ---- | ---- | ---- | ---- |
| Počet obyvatel | část Víceměřice | 422  | 413  | 457  | 476  | 454  | 504  | 586  | 735  | 715  | 691  | 640  | 591  | 536  | 604  | 608  |
| Počet domů     | část Víceměřice | 73   | 72   | 75   | 77   | 79   | 83   | 115  | 127  | 124  | 125  | 118  | 130  | 132  | 149  | 169  |

## Obecní správa

### Obecní symboly
Znak a vlajka byly obci uděleny rozhodnutím předsedy Poslanecké sněmovny Parlamentu České republiky dne 4. června 1998.

## Doprava
- Železniční doprava – nádraží Nezamyslice vzdálené 1 km od obce. Směrem - Brno, Olomouc, Přerov, Morkovice - nyní[kdy?] autobusem.
- Autobusová doprava – směr Němčice, Prostějov, Nezamyslice, Otaslavice.

## Pamětihodnosti
- Zámek Víceměřice - Domov u rybníka
- Boží muka
- Kaple sv. Floriána
- Sousoší Jana Nepomuckého
- Pomník obětí první a druhé světové války
- Památník pozemkové reformy

## Galerie

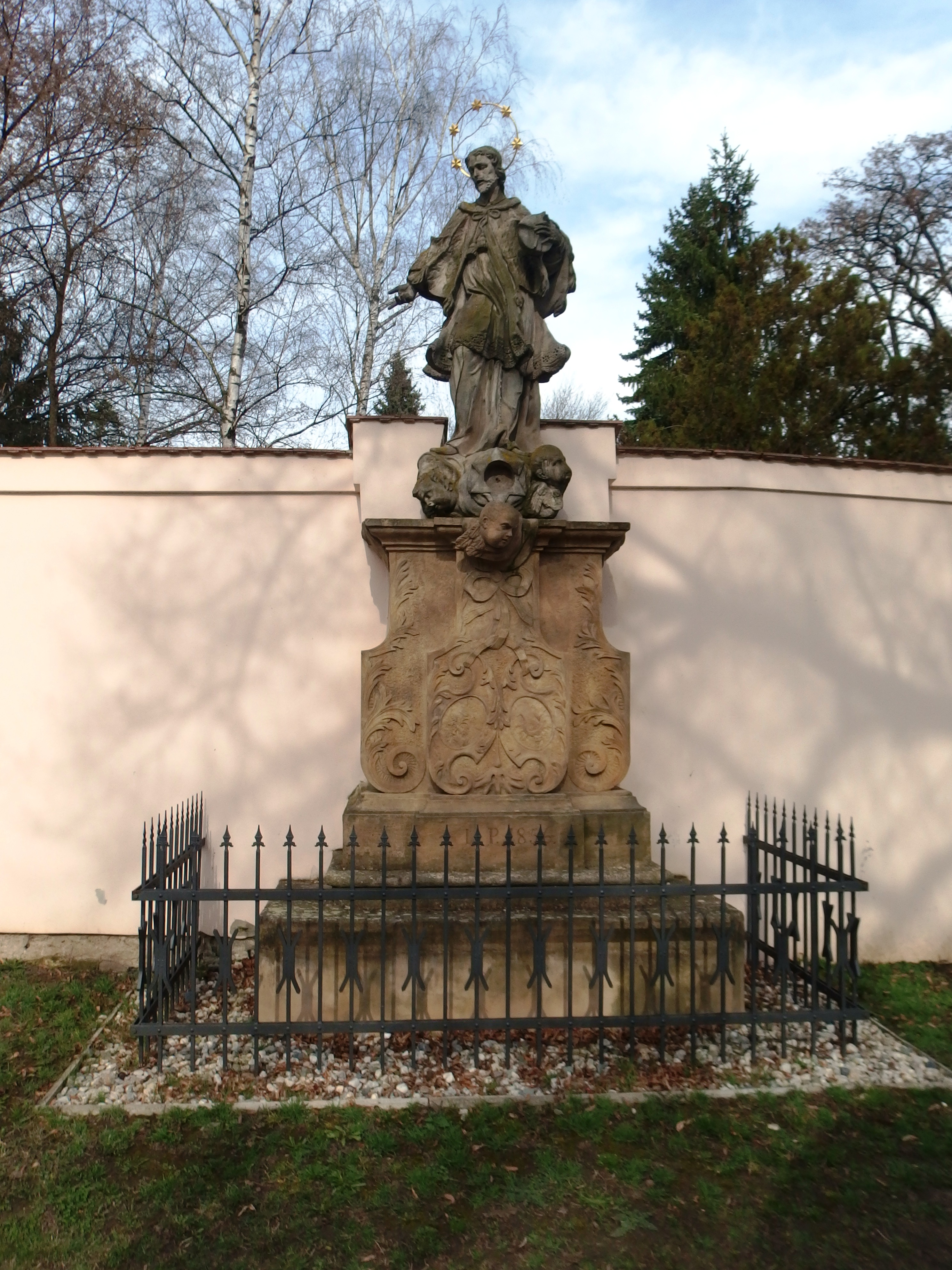
Sousoší Jana Nepomuckého
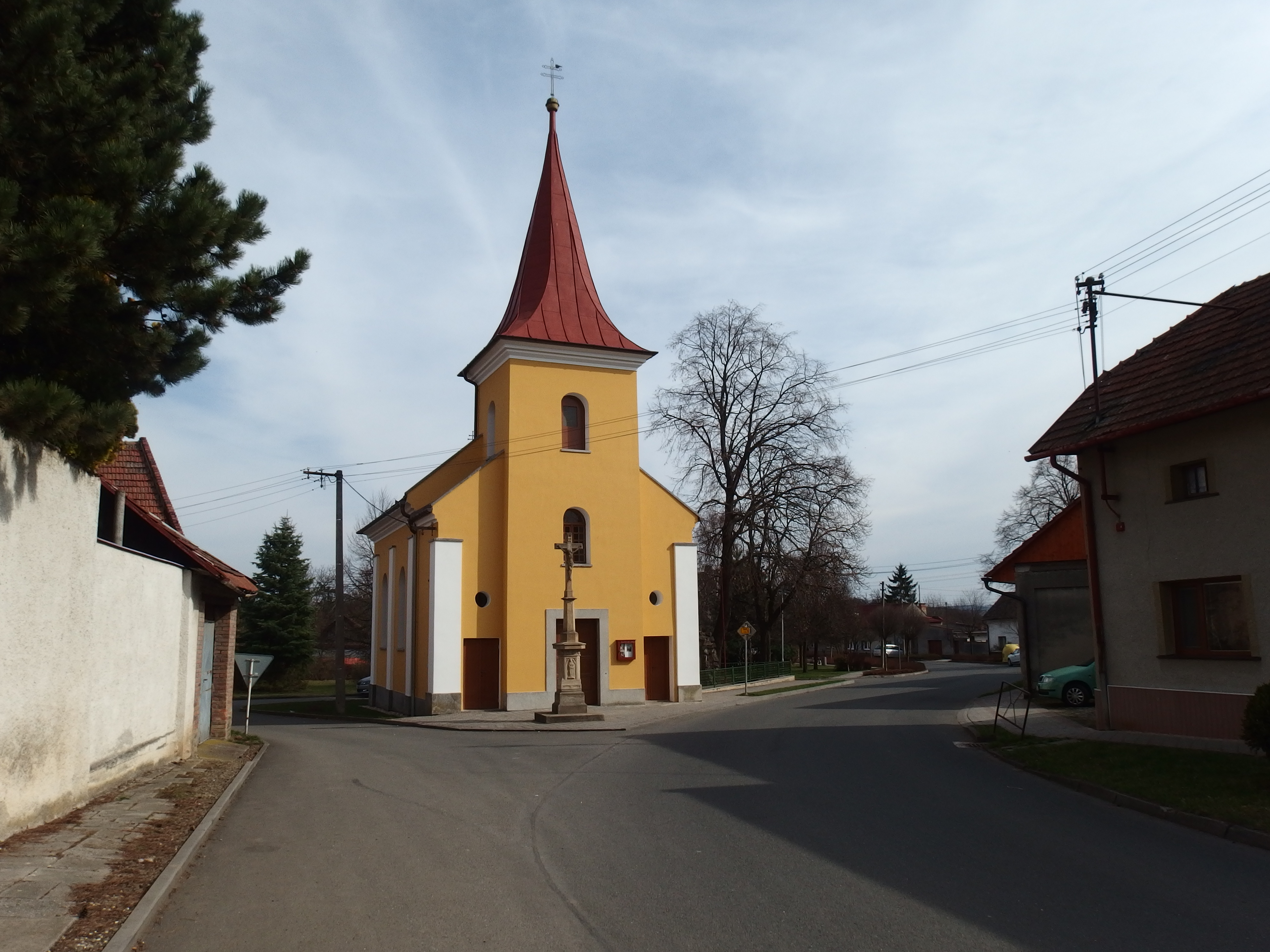
Kaple sv. Floriána
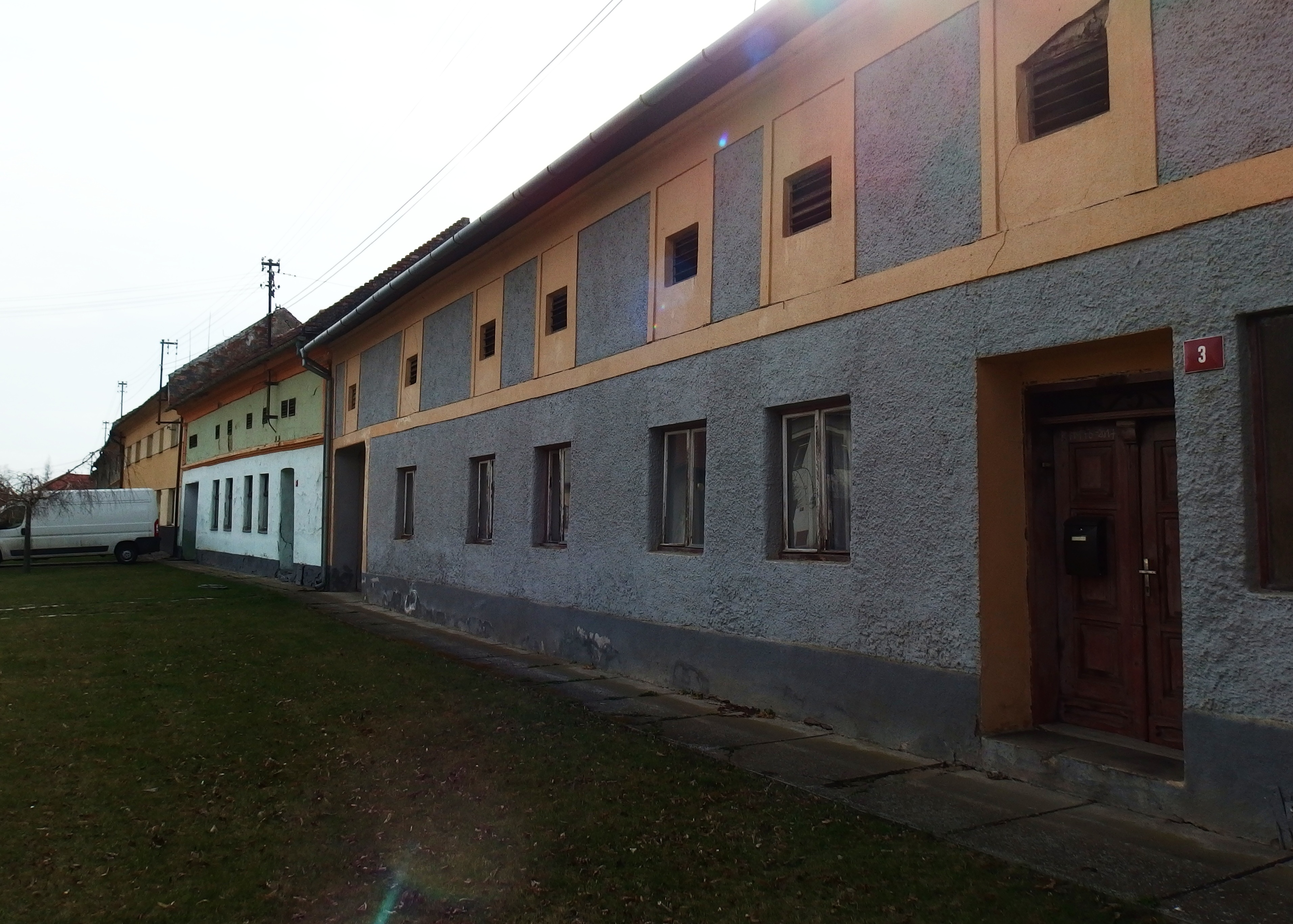
Typické hanácké statky
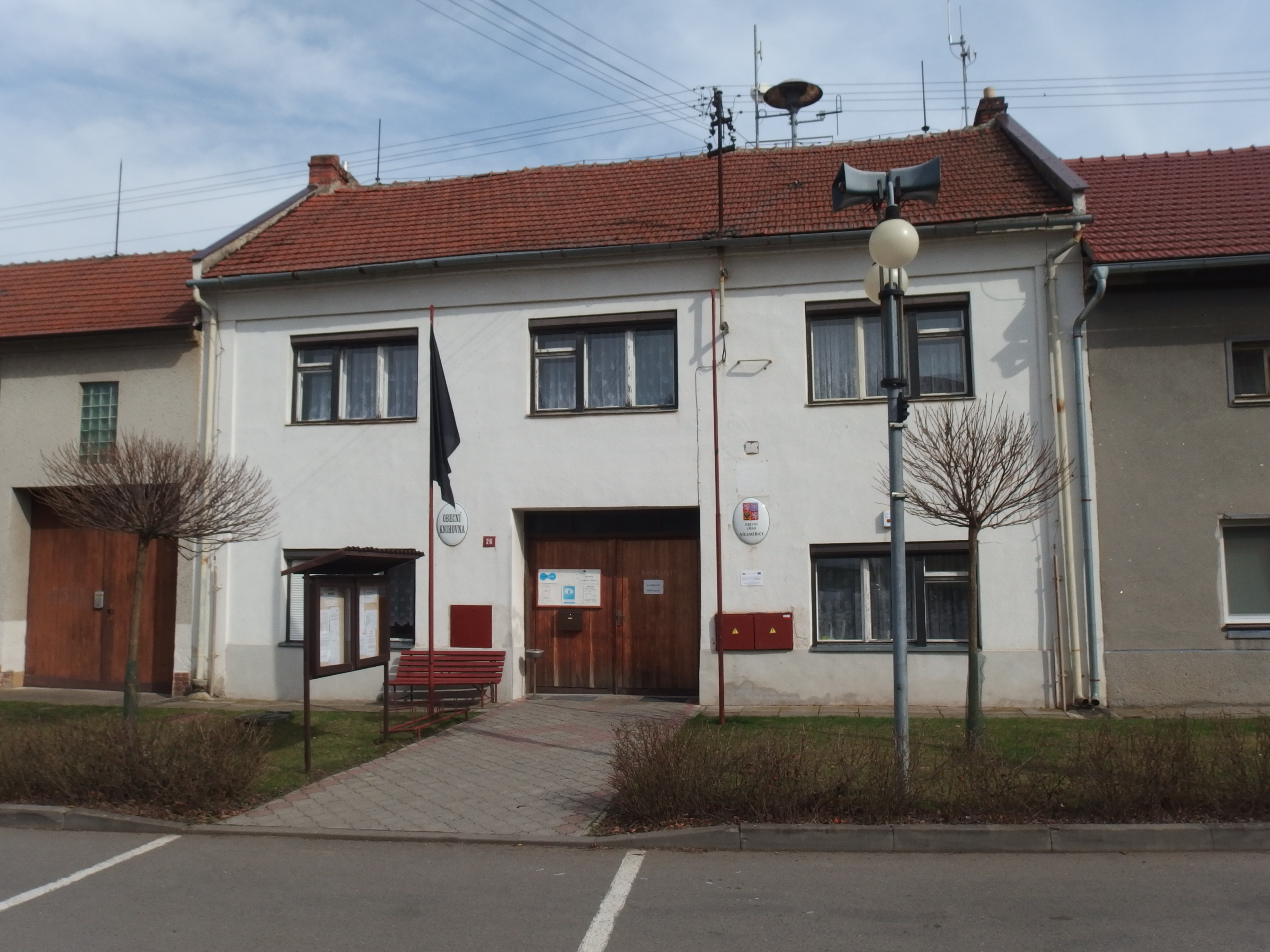
Obecní úřad

## Významní rodáci
- prof. Ing. Dr. Jan Dokládal
- prof. Františka Lasovská
- Jan Zahradníček
- Ing. František Svobodník
- prof. Ladislav Novotný
- Helena Fibingerová
- Ing. Eduard Novotný
- Vladimír Pospíšil

## Bydlení
V posledních letech došlo v obci k výrazným změnám. Od druhé poloviny roku 2011 byla postupně zahájena výstavba 20 rodinných domů ve druhé a třetí řadě v horní části obce. V roce 2014 již bylo zkolaudováno 5 rodinných domů a v 10 domech již stavebníci bydlí. Kromě jednoho stavebního místa, již na všech parcelách stojí domy se střechou. V roce 2014 bylo vybudováno osvětlení druhé a třetí řady.
Byla dána do provozu nová čistírna odpadních vod a byla dokončena podtlaková kanalizace splaškových vod. Byla obnovena část místních komunikací a pokračuje jejich další úprava. Pro pěší byla vybudována stezka podél silnice Víceměřice - Doloplazy a Víceměřice - nádraží Nezamyslice.

## Škola
První škola byla v obci postavena na počátku 19. století v místě, kde dnes stojí dům č.p. 51 (Iránkovi). Vyučování v této škole bylo zahájeno v roce 1807. V roce 1838 byla postavena nová škola s číslem popisným 62. Tato byla zbořena a na jejím místě postavena nová patrová a v roce 1885 rozšířena na dvoutřídku. Ve školním roce 1893-94 měla 116 žáků. Vyučování na této škole bylo ukončeno v roce 1975.
V místě je pouze mateřská škola (od 1. 9. 2007 byl po šesti letech opět zahájen provoz), v obci základní škola není. Žáci plnící povinnou školní docházku dojíždějí do základních škol okolních obcí - Nezamyslice a Němčice nad Hanou.

## Spolky a organizace
- Sbor dobrovolných hasičů
- Český zahrádkářský svaz
- Sbor pro občanské záležitosti
- SK Víceměřice - Mexiko
- Rybářský spolek
- Keramický kroužek
- Klub důchodců

## Kultura
Každým druhým rokem se koná sjezd rodáků. Pravidelně se konají plesy a jiné kulturní akce pořádané místními společenskými organizacemi ve spolupráci s obecním úřadem.